# 李化龍 (萬曆癸未進士)
李化龍（？—？），字惟時，號在田，山東濟南府章丘縣人，明朝政治人物。

## 生平
萬曆七年（1579年）己卯科山東鄉試第六十五名舉人，萬曆十一年（1583年）癸未科三甲四十七名進士。吏部觀政，同年任河南杞縣知縣。十五年行取，十六年选授湖廣道監察御史，十七年巡按四川，二十年巡按山西，二十一年升河南布政使司左參議，本年降調，二十七年京察闲住。

## 家族
曾祖父李正；祖父李貫，省祭官；父親李道，壽官。前母劉氏；母劉氏。具庆下。兄東秦。弟化蛟、化雨、化远、化行。